# Bjørn Wirkola
Bjørn Tore Wirkola  (* 4. August 1943 in Alta, Norwegen) ist ein ehemaliger norwegischer Nordischer Kombinierer, Skispringer und Fußballspieler.

## Werdegang
Wirkola begann seine Karriere als Nordischer Kombinierer und startete dabei im Einzel bei den Olympischen Winterspielen in Innsbruck. Dabei erreichte er den 11. Platz. Im Skisprungwettbewerb erreichte er den 16. Platz.
Als Skispringer gewann Wirkola erstmals bei den Norwegischen Meisterschaften 1965 in Bærum die Goldmedaille von der Normal- sowie die Silbermedaille von der Großschanze. Ein Jahr später konnte er in Rena von der Groß- sowie der Normalschanze den Titel gewinnen. Bei der Nordischen Skiweltmeisterschaft 1966 in Oslo gewann er kurz darauf zwei Goldmedaillen. Zwischen 1967 und 1969 gewann er dreimal hintereinander die Vierschanzentournee, was bis heute einmalig ist. Als Einziger gewann er außerdem dreimal in Folge das Neujahrsspringen in Garmisch-Partenkirchen. Insgesamt gewann der Norweger zehn Einzelspringen der Tournee, was außer ihm bisher nur Jens Weißflog gelang. Wirkola flog zwar am 19. März 1965 am Kulm mit 144 m einen neuen Weltrekord im Skifliegen, kam jedoch zu Sturz, so dass dieser nicht galt; er verbesserte danach aber diesen dreimal: 1966 auf der Schanze von Vikersund (146 m), 1969 in Planica mit zunächst 156 m und dann 160 m. Bei den Olympischen Spielen 1968 in Grenoble belegte er den vierten Platz beim Springen von der 70 m-Schanze. Im gleichen Jahr wurde er für seine Erfolge mit der Holmenkollen-Medaille geehrt.
Beim Weltrekord am 13. März 1966 in Vikersund hatte er im ersten Sprunglauf 143 m erreicht; für den 146 m-Sprung erhielt er viermal die Note 19.5 und einmal die 20.0; Fachleute bezeichneten diesen Sprung »als den schönsten, den es je gegeben hat«.
Nach Abschluss seiner Skikarriere spielte Wirkola Fußball. Als Stürmer von Rosenborg Trondheim gewann er 1971 das norwegische Double. Im gleichen Jahr wurde er mit dem Egebergs Ærespris, der höchsten norwegischen Auszeichnung für Sportler ausgezeichnet. Bereits 1967 hatte er die Wahl zu Norwegens Sportler des Jahres gewonnen.

## Weitere Erfolge
- Sieg 11. Meisterspringen in Lake Placid am 9. Januar 1966[4]
- Rang 2 in Lahti am 6. März 1966[5]
- Sieg am 1. Oktober 1967 im Mattenspringen in Meinerzhagen vor Günther Göllner und Reinhold Bachler.[6]

## Erfolge

### Weltrekorde
| #  | Schanze                         | Ort       | Land        | Weite   | aufgestellt am | Rekord bis       |
| -- | ------------------------------- | --------- | ----------- | ------- | -------------- | ---------------- |
| 58 | Vikersundbakken                 | Vikersund | Norwegen    | 145,5 m | 12. März 1966  | 13. März 1966    |
| 59 | Vikersundbakken                 | Vikersund | Norwegen    | 146,0 m | 13. März 1966  | 10. Februar 1967 |
| 64 | Velikanka bratov Gorišek (K153) | Planica   | Jugoslawien | 156,0 m | 21. März 1969  | 22. März 1969    |
| 66 | Velikanka bratov Gorišek (K153) | Planica   | Jugoslawien | 160,0 m | 22. März 1969  | 22. März 1969    |

### Schanzenrekorde
| Schanze                   | Ort                    | Land        | Weite   | aufgestellt am | Rekord bis     |
| ------------------------- | ---------------------- | ----------- | ------- | -------------- | -------------- |
| Paul-Außerleitner-Schanze | Bischofshofen          | Österreich  | 103,0 m | 5. Januar 1965 | 6. Januar 1966 |
| Große Olympiaschanze      | Garmisch-Partenkirchen | Deutschland | 92,5 m  | 1. Januar 1968 | 1. Januar 1969 |
| Holmenkollbakken          | Oslo                   | Norwegen    | 91,0 m  | 17. März 1968  | 16. März 1969  |
| Bergiselschanze           | Innsbruck              | Österreich  | 98,0 m  | 4. Januar 1970 | 4. Januar 1970 |